# توماس ای. بورک
توماس ای. بورک (به انگلیسی: Thomas A. Burke) سناتور سابق عضو حزب دموکرات ایالات متحده آمریکا بود. وی در سال ۱۹۵۳ تا ۱۹۵۴ میلادی سناتور ایالت اوهایو در سنای ایالات متحده آمریکا بود.